# 来凤县
29°30′29″N 109°24′16″E / 29.50806°N 109.40444°E
来凤县是中国湖北省恩施土家族苗族自治州所辖的一个县。总面积为1319.9平方公里，常住总人口約28.5万人。以土家族为主的少数民族约占62.5%。位于湖北省西南部，沅水的支流酉水的上游，在湘、鄂、渝三省市交界处，西南邻重庆市酉阳县，东南邻湖南省龙山县。县人民政府駐翔鳳鎮。
来凤县以凤凰飞临的传说得名，境内武陵山绵延，酉水河纵贯。雍正十三年改土归流，废散毛等七土司。乾隆元年 (1736年)建立来风县，属湖北布政使司施南府。

## 地名由来
清同治《来凤县志》卷5载：“翔凤山，县东三里，山形耸拔，如凤舒翼，故名。”县以翔凤山为名。

## 行政区划
来凤县下辖6个镇、2个乡：
翔凤镇、百福司镇、大河镇、绿水镇、旧司镇、革勒车镇、漫水乡和三胡乡。

## 人口
恩施州第七次全国人口普查公报显示：来凤县常住人口为283255人，男性人口占比51.14%，女性人口占比48.86%，年龄结构中0-14岁占比21.19%，15-59岁占比60.88%，60岁以上占比17.93%，65岁以上占比13.51%。
2004年，全县总人口为31万人。

## 交通
- 209国道、 353国道过境。
- 黔张常铁路：来凤站

## 教育
- 來鳳縣高級中學[5][6][7]
- 華中師範大學來鳳附屬中學
- 來鳳實驗中學
- 湖北省來鳳縣第一中學：位於凤翔大道观城坡路